# 용문버스터미널
용문버스터미널은 경기도 양평군 용문면에 있는 시외버스터미널이다.
1974년 6월 18일에 설립되었으며, 전체 건물 연면적은 1,085m2, 대합실 면적은 30m2이다. 2019년 1월 기준 하루 평균 150명이 이용하고 4개 노선이 운행중이다. 2층 건물에 1층은 식당과 매표소, 대합실이 있고 2층은 다방으로 이용되고 있는데, 정작 터미널 건물 외부에는 터미널임을 알리는 간판이 전혀 설치되어 있지 않았다. 2012년 6월에 터미널 외부를 리모델링하여 용문버스터미널이라는 간판이 생겼다. 2019년 3월 용문면 외곽으로 이전했다.

## 운행 노선

### 시외버스
- 동서울 - 양평 - 용문 - 광탄 - 단월 - 용두리 - 양덕원 - 홍천
- 동서울 - 양평 - 용문 - 광탄 - 단월 - 용두리 - 갈운리 - 풍수원 - 유현리 - 복지골 - 횡성

### 농어촌버스

#### 여주 방면
- 1-3, 1-13, 1-33, 1-43: 양평시외버스터미널 - 양평군청 - 삼성리 - 용문 - 광탄 - 지평 - 곡수리 - 대신 - 오학 - 여주종합버스터미널
- 1-23, 1-53, 1-63: 양평시외버스터미널 - 양평군청 - 삼성리 - 용문 - 광탄 - 지평 - 곡수리 - 대신

#### 지평, 양동 방면
- 2-1: 양평시외버스터미널 - 양평군청 - 삼성리 - 용문 - 광탄 - 고송리 - 금왕리 - 양동역
- 2-6: 양평시외버스터미널 - 양평군청 - 삼성리 - 용문 - 광탄 - 단월 - 지평 - 곡수 - 수곡
- 22, 24: 용문 - 지평 - 광탄 - 고송리 - 금왕리 - 양동역
- 7-2: 용문 - 지평 - 월산리
- 7-9: 용문 - 지평 - 망미리·옥현리

#### 단월, 용두리, 홍천 방면
- 2-2, 2-5: 양평시외버스터미널 - 양평군청 - 삼성리 - 용문 - 광탄 - 단월 - 산음리(고복)·석산리(섬미)·팔봉산입구·명성리
- 2-3: 양평시외버스터미널 - 양평군청 - 삼성리 - 용문 - 광탄 - 단월 - 석산리
- 2-4: 용문 - 광탄 - 단월 - 용두리
- 2-7, 2-11: 양평시외버스터미널 - 양평군청 - 삼성리 - 용문 - 광탄 - 단월 - 산음리(고복) - 섬미 - 석산리
- 2-8: 양평시외버스터미널 - 양평군청 - 삼성리 - 용문 - 광탄 - 단월 - 용두리
- 2-9: 양평시외버스터미널 - 양평군청 - 삼성리 - 용문 - 광탄 - 단월 - 명성리
- 2-10: 양평시외버스터미널 - 양평군청 - 삼성리 - 용문 - 광탄 - 단월 - 덕수리 - 도청 - 용두리
- 2-12: 양평시외버스터미널 - 삼성리 - 용문 - 광탄 - 단월 - 용두리
- 7-3, 7-12: 용문 - 망능리 - 단월 - 광탄 - 용문
- 200 (홍천군): 용문 - 광탄 - 단월 - 용두리 - 양덕원 - 하오안 - 홍천종합버스터미널

#### 용문면 방면
- 7: 양평시외버스터미널 - 삼성리 - 용문 - 용문사
- 7-1: 용문 - 연수리
- 7-4, 7-8: 용문 - 용문역 -시간표 용문사
- 7-5: 용문 - 덕촌리 - 중원계곡·망능리
- 7-7: 용문 - 화전리 - 삼성리 - 용문
- 7-10: 용문 - 연수리 - 오촌리 - 조현리 - 용문

### 직행좌석버스
- G9311: 용문버스터미널 - 잠실광역환승센터